# Kia Soul EV
Kia Soul EV — електрична версія моделі Kia Soul.

## Історія
У 2013 році Kia розпочала випробування прототипів електромобіля Soul. У листопаді 2013 року Kia оголосила про початок виробництва Soul EV, який надійде у продаж у 2014 році. Автомобіль був представлений на Чиказькому автосалоні 2014 року.  Soul EV першого покоління був заснований на Kia Soul другого покоління.

### Перше покоління
Перше покоління Soul EV оснащувалося літій-іонним полімерним акумулятором ємністю 27 кВт⋅год , а модель 2018 року — 30 кВт⋅год.  Він здатний до швидкої зарядки постійним струмом CHAdeMO потужністю 100 кВт.  Офіційний запас ходу для Soul EV 2015 модельного року становить 150 км, а витрата палива — 105 MPGe (еквівалент 2,2 л/100 км) у комбінованому циклі.  Станом на вересень 2014 року Soul EV мав найбільший запас ходу на повністю електричній енергії в місті у своєму класі — 167 км.  Потужність двигуна становить 81,4 кВт (109 к.с.) та крутний момент — 285 Нм.
 

Для моделі 2018 року Kia оголосила про невелике оновлення акумулятора на 11%. Додавши 8 елементів до блоку, корисна ємність елементів збільшилася з 37,5 Аг до 40 Аг замість 42,4 Аг, збільшивши ємність акумуляторного блоку до 30 кВт⋅год. 

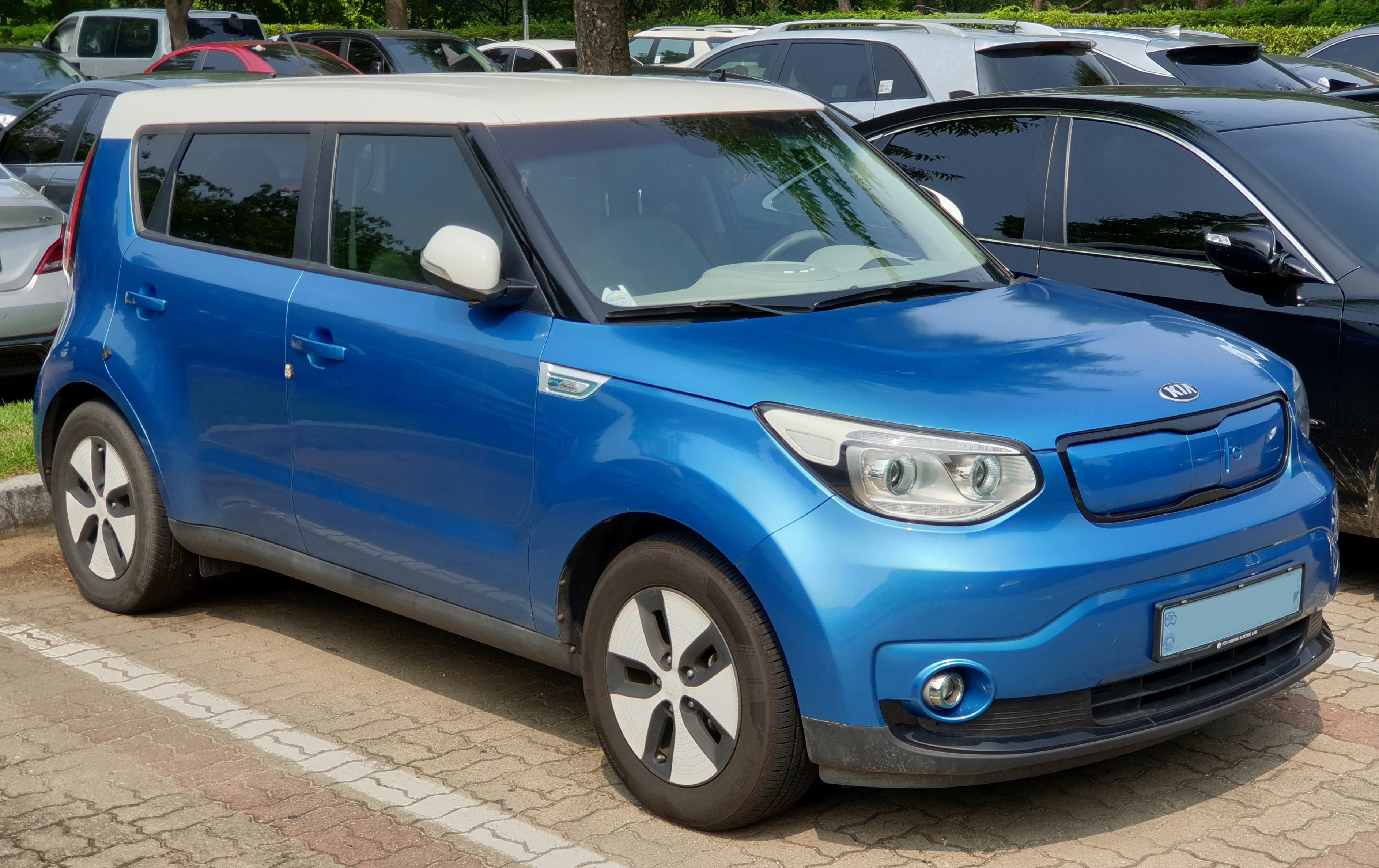
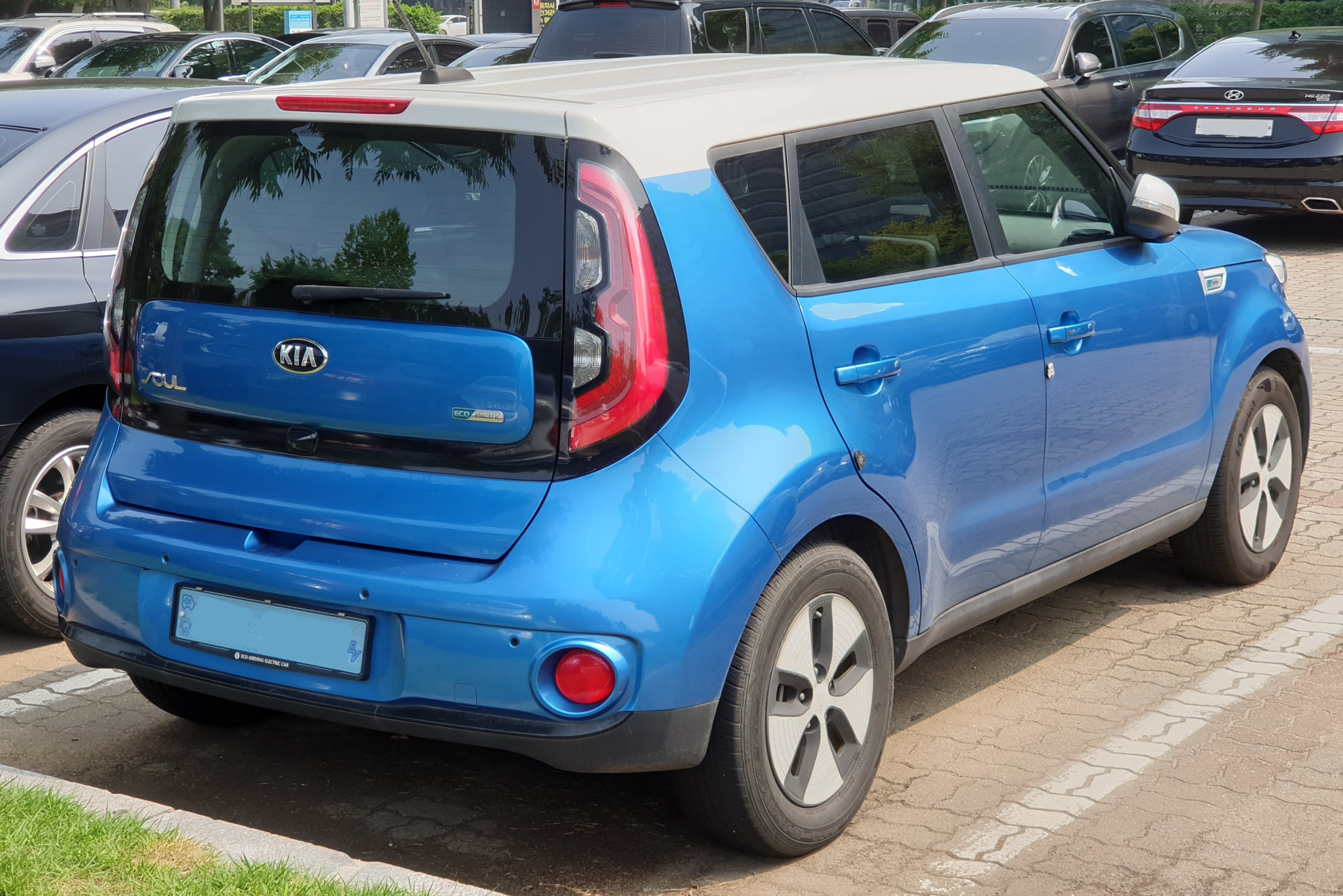

### Друге покоління
Для 2020 модельного року компанія Kia оголосила про значне оновлення акумуляторної батареї до літій-полімерного акумуляторного блоку ємністю 64 кВт·год, що подвоїть ємність та запас ходу порівняно з попереднім поколінням. Завдяки оновленню дизайну, електромобіль буде єдиним варіантом, що пропонуватиметься в Європі, тоді як у США з 2020 модельного року і пізніше пропонуватиметься лише бензинова версія.  
Як бензинова, так і електрична версії продовжують пропонуватися в Канаді. 

Потужність двигуна становить 201 к.с. 

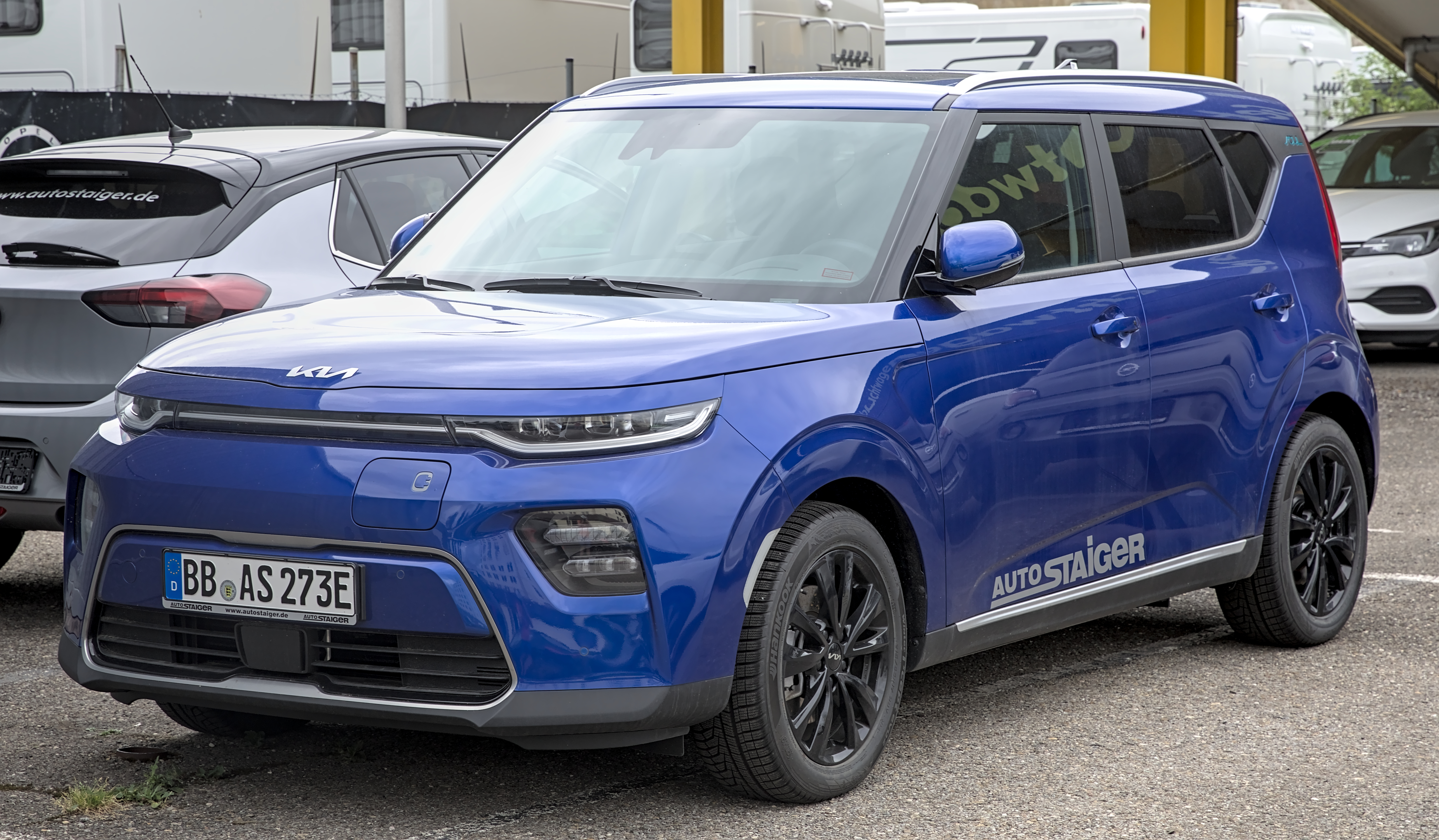
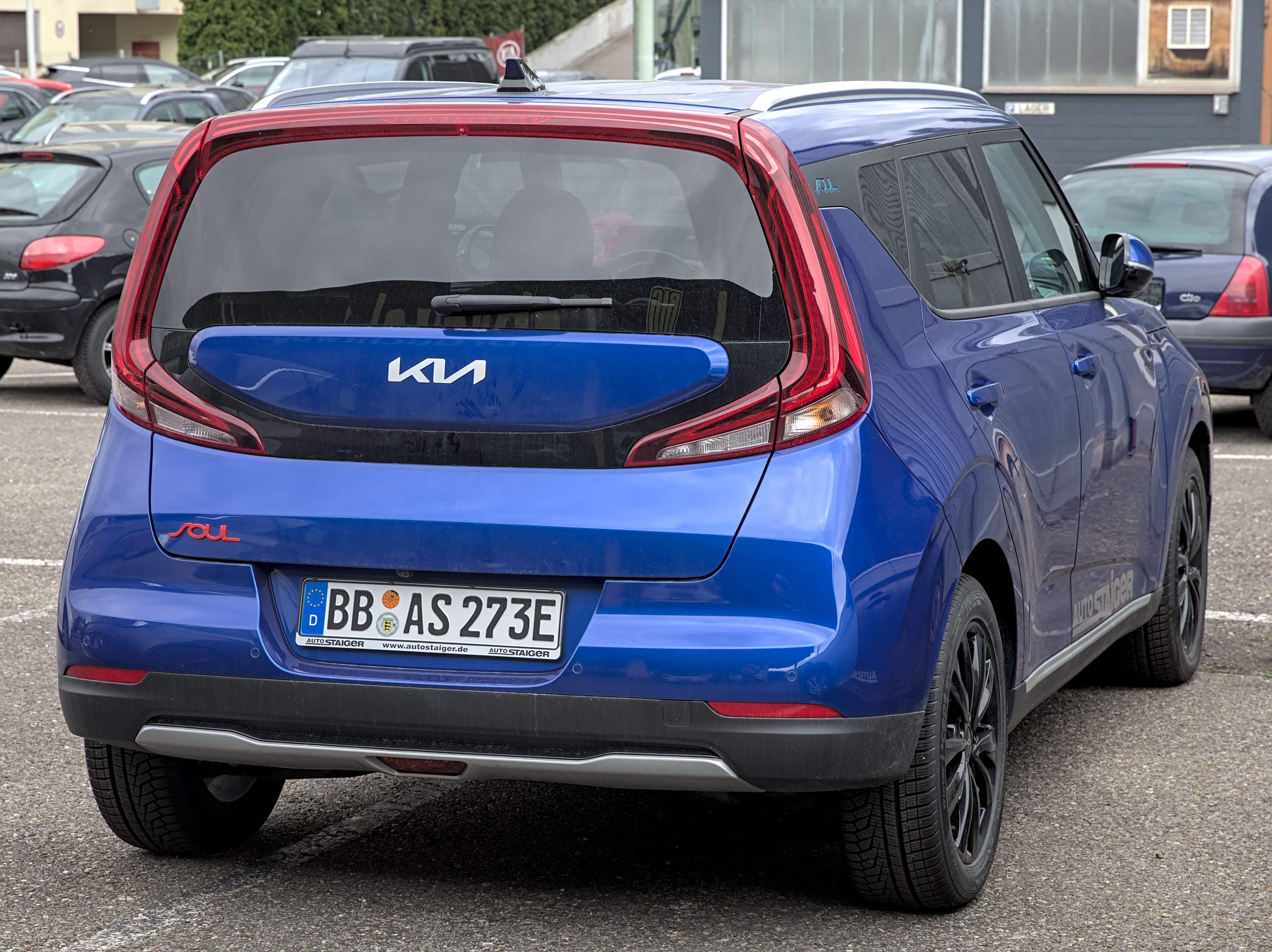

## Виробництво та продаж

### Перше покоління

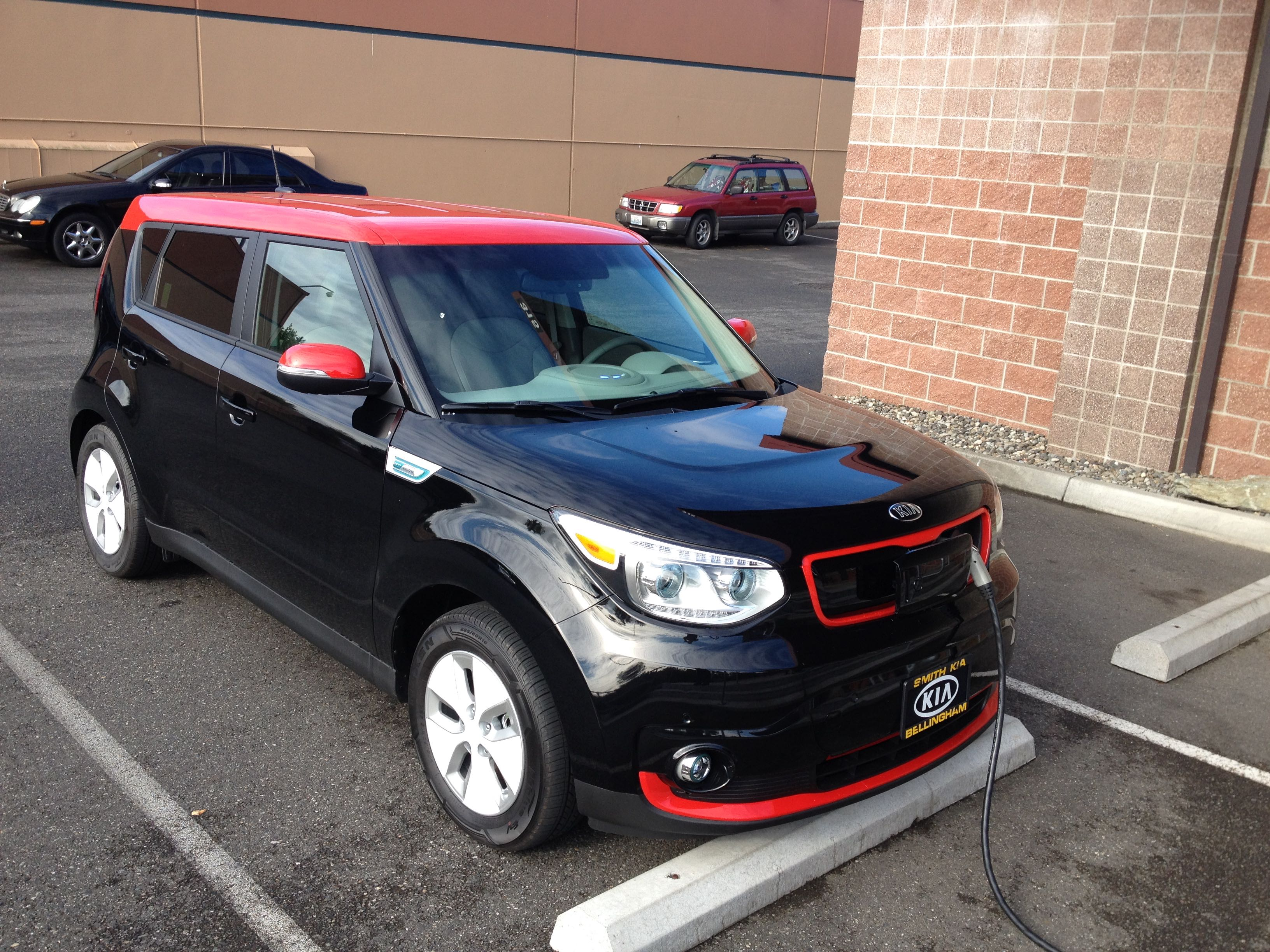
Kia Soul EV+ 2016 року випуску на зарядці

Виробництво Soul EV розпочалося в Південній Кореї у квітні 2014 року. Ціна на південнокорейському ринку починалася з 42 мільйонів вон (близько 39 400 доларів США) до 50% державної субсидії. Kia встановила глобальну ціль продажів у 5000 одиниць на 2014 рік.  Поставки в Південній Кореї розпочалися у травні 2014 року, було поставлено 38 одиниць.
12 червня 2014 року Kia розпочала виробництво Soul EV на експорт. Перші автомобілі з конвеєра вирушили до окремих європейських країн.  Роздрібні поставки в Європу розпочалися в липні 2014 року.
Продажі в США розпочалися в жовтні 2014 року як модель 2015 року.  Спочатку він продавався лише в Каліфорнії, але в березні 2015 року Kia Motors North America оголосила, що Soul EV буде доступний у Джорджії у другому кварталі 2015 року, а Вашингтон, Орегон, Гаваї та Техас отримають електромобіль пізніше того ж року.  Продажі електромобілів Kia Soul 2016 року розпочалися у штаті Вашингтон наприкінці липня 2015 року.  Він був доступний у двох комплектаціях, ціна яких починалася від 33 700 доларів США до врахування будь-яких застосовних державних стимулів. 
У листопаді 2014 року Kia Soul EV надійшов у продаж у Великій Британії за ціною 24 995 фунтів стерлінгів після отримання урядом гранту у розмірі 5000 фунтів стерлінгів на автомобілі, що підключаються до мережі. 
Kia оголосила, що Soul EV 2016 року буде доступний у трьох комплектаціях: EV-e, EV та EV+. EV-e був доступний лише в Каліфорнії. Пакет Sun & Fun для EV+ додавав люк на даху та освітлення динаміків і салону. Були введені й інші незначні зміни та кольори.
Глобальні продажі перевищили позначку в 5000 одиниць у серпні 2015 року, з яких 1177 було продано в Південній Кореї.  Рубіж у 10 000 одиниць було досягнуто в січні 2016 року, причому провідним ринком була Європа з 6770 проданими одиницями, далі йшли Південна Корея з 1580 та Сполучені Штати з 1411.  Станом на грудень 2015 року провідними європейськими ринками були Німеччина з 3853 проданими одиницями,  та Норвегія з 1637 одиницями.
Протягом 2015 року до Норвегії було імпортовано 2044 електромобілі Soul як вживані автомобілі.  Журнал Der Spiegel стверджував, що Kia зареєструвала автомобілі в Німеччині, а потім відправила їх до Норвегії, яка не входить до Європейського Союзу . Ця правова лазівка допомогла групі Hyundai-Kia знизити середні викиди CO2 своїм автопарком, уникнувши значного штрафу.

### Друге покоління
Kia Soul EV 2020 року коштував 319 900 норвезьких крон (36 600 доларів США) у Норвегії, що менше, ніж його внутрішній конкурент, Hyundai Kona Electric, і значно менше, ніж більший Kia Niro EV (інший потенційний конкурент, Chevrolet Bolt, більше не імпортується до Європи офіційними каналами).
Оскільки попит на електромобілі, як повідомляється, перевищував пропозицію акумуляторів, Hyundai-Kia вирішила перенаправити акумулятори на виробництво дорожчого Kia Niro (Niro та Soul використовують один і той самий акумулятор), що було заявленою причиною обмеження виробництва Soul EV та відтермінування виходу на ринок США до 2021 року.
Soul EV – єдиний варіант Soul, що продається в Європі. За перші десять місяців 2020 року європейські продажі склали 6768 одиниць. 

## Маркетинг
На виставці SEMA 2014 року компанія Kia Motors представила кастомний Soul EV у червоно-білому кольорі Smitten Ice Cream та рефрижераторному причепі.
У серпні 2014 року Kia Motors представила рекламний ролик з участю Soul EV 2015 року про хом'яка за участю пісні "Animals" гурту Maroon 5.